# Историята на една монахиня
„Историята на една монахиня“ (на английски: The Nun's Story) е американска драма на режисьора Фред Зинеман от 1959 година, заснета от Уорнър Брос по мотиви от едноименния роман на Катрин Хюлм, с участието на Одри Хепбърн и Питър Финч.

## Сюжет
Габриеле Ван Дер Мал (Одри Хепбърн), чийто баща Хюберт (Дийн Джагър) е известен хирург в Белгия, постъпва в манастир през 1927 година за да се обучава за медицинска сестра, с надеждата, че един ден ще стане мисионер в Белгийско Конго. След като приема името Сестра Люк, тя преминава стаж и полага обет за послушание. Изпратена е да се обучава в училище, специализирано в тропическата медицина. Завършвайки класа си с най-висок успех, но не и без душевни конфликти, Габи е разочарована да узнае, че вместо в Конго я изпращат в психиатрична клиника, където тя помага при най-тежките и жестоки случаи. Една от пациентките, страдаща от тежка форма на шизофрения се смята за Архангел Габриел (Колийн Дюхърст). Тя блъска сестра Люк през отворената врата на килията в разрез с правилата, и младата монахиня, едва отървала се, се изправя пред лицето на срама от неподчинението. След като полага и последните си обети, Габриеле все пак заминава за Конго, където обаче разбира, че е разпределена като оперативна сестра в болница за бели колониалисти. Тя развива трудни, но професионални отношения с блестящия хирург доктор Фортунати (Питър Финч). Заради естеството на работата си и душевните си терзания, Габи се разболява от туберкулоза. Фортунати, нежелаещ да загуби прекрасен сътрудник като сестра Люк, която му е станала крайно симпатична с желанието си да остане в Конго, започва разработването на лекарство за състоянието и, което изисква незабавното и връщане в Европа.
Въпреки положените усилия, скоро след като сестра Люк се връща към живота и работата си, Фортунати е принуден да я изпрати в Белгия за да се грижи за ВИП- персона, изпаднала в нестабилно психическо състояние, защото тя е останала единствената квалифицирана сестра. Тя прекарва спокоен, но вътрешно тревожен период в клиниката в Брюксел, преди високопоставен генерал да и възложи нова мисия. Поради факта, че е започнала Втората световна война, Габи не може да се завърне в Конго, но за сметка на това е назначена като главна сестра в местната хирургична болница. Живота на сестра Люк става много тежък. В нея протича вътрешна борба между обета и за послушание и непримиримостта към това, че и се налага да прави компромиси, свързани с нацистката окупация, включително и факта, че германците са убили баща и. Рухнала, тя се опитва да се освободи от дадените обети и в крайна сметка се отказва от живота на монахиня.

## В ролите
| Актьор          | Роля                              |
| --------------- | --------------------------------- |
| Одри Хепбърн    | Габриеле Ван Дер Мал / сестра Люк |
| Питър Финч      | доктор Фортунати                  |
| Едит Еванс      | майка Еманюел                     |
| Пеги Ашкрофт    | майка Матилде                     |
| Дийн Джагър     | доктор Хюберт Ван Дер Мал         |
| Милдред Дънок   | сестра Маргарита                  |
| Беатрис Стрейт  | майка Кристоф                     |
| Патриша Колиндж | сестра Уилям                      |
| Розали Крътчли  | сестра Елинор                     |
| Рут Уайт        | майка Марсела                     |
| Барбара О′Нийл  | майка Дидайма                     |
| Маргарет Филипс | сестра Паулин                     |
| Патриша Босуърт | Симоне                            |
| Колийн Дюхърст  | „Архангел Габриел“                |
| Стивън Мъри     | отец Андре                        |
| Лайънъл Джефрис | доктор Гоовертс                   |
| Найъл МакГинис  | отец Вермюлен                     |
| Ева Котхаус     | сестра Мари                       |
| Моли Ъркюарт    | сестра Огюстин                    |
| Дороти Алисън   | сестра Орели                      |
| Джанет Стерке   | Луиз Ван Дер Мал                  |
| Ерол Джон       | Илунга                            |

## Интересни факти
- Книгата, по чиито мотиви е заснет филма, се базира на моменти от живота на Мари Луиз Хабетс, белгийска медицинска сестра, която става монахиня и заминава за Африка.
- Голяма част от филма е заснет в Белгийско Конго, а мястото на снимките е Якусу, център мисионерска и медицинска активност в региона.

## Награди и номинации

### Награди
- Награда Златен глобус за впечатляващи постижения от 1960 година.
- Награда БАФТА за най-добра британска актриса на Одри Хепбърн от 1960 година.
- Награда Давид Ди Донатело за най-добра чуждестранна актриса на Одри Хепбърн от 1960 година.
- Второ място за наградата Златен Лоуръл за най-драматична женска роля на Одри Хепбърн от 1960 година.
- Трето място за наградата Златен Лоуръл за най-добър драматичен филм от 1960 година.
- Трето място за наградата Златен Лоуръл за най-добра музика на Франц Уаксман от 1960 година.
- Четири награди на Националния борд на кинокритиците от 1959 година: 
 за най-добър филм 
 за най-добър режисьор на Фред Зинеман 
 за най-добра второстепенна женска роля на Едит Еванс 
 за един от най-добрите десет филма.
- Награда Съркъл на Кинокритиците от Ню Йорк за най-добър режисьор на Фред Зинеман 1959 година.
- Награда Съркъл на Кинокритиците от Ню Йорк за най-добра женска роля на Одри Хепбърн 1959 година.
- Награда Златна раковина за най-добър режисьор на Фред Зинеман от Международния кинофестивал в Сан Себастиян, Испания от 1959 година.
- Награда Сулуета за най-добра женска роля на Одри Хепбърн от Международния кинофестивал в Сан Себастиян, Испания от 1959 година.

### Номинации
- Осем номинации за Оскар от 1960 година: 
 за най-добър филм 
 за най-добра женска роля на Одри Хепбърн 
 за най-добър режисьор на Фред Зинеман 
 за най-добър сценарий на Робърт Андерсън 
 за най-добър оператор на Франц Планер 
 за най-добър звук на Джордж Гроувс 
 за най-добър монтаж на Уолтър Томпсън 
 за най-добра музика на Франц Уаксман
- Пет номинации за Златен глобус от 1960 година: 
 за най-добър филм 
 за най-добър режисьор на Фред Зинеман 
 за най-добра драматична женска роля на Одри Хепбърн 
 за най-добра второстепенна женска роля на Едит Еванс 
 за най-добър филм демонстриращ международно сътрудничество
- Четири номинации за наградата БАФТА от 1960 година: 
 за най-добър британски актьор на Питър Финч 
 за най-добра британска актриса на Пеги Ашкрофт 
 за най-добър режисьор на Фред Зинеман 
 за най-добър филм
- Номинация за наградата на Режисьорската гилдия на Америка за Фред Зинеман за изключителни постижения в режисьорската работа от 1960 година.
- Номинация за Грами за най-добра музика на Франц Уаксман от 1959 година.
- Номинация за наградата на Писателската гилдия на Америка на Робърт Андерсън за най-добър американски драматичен сценарий 1960 година.[3]